# Georgios Roubanis
Georgios Roubanis (Grieks: Γεωργιος Ρουμπανης) (Tripolis, 15 augustus 1929 – Athene, 11 februari 2025) was een Griekse atleet, die gespecialiseerd was in het polsstokhoogspringen. Hij nam driemaal deel aan de Olympische Spelen en won hierbij in totaal één bronzen medaille.

## Biografie
Zijn olympisch debuut maakte hij in 1952 op de Olympische Spelen van Helsinki, maar kwam hierbij niet verder dan de kwalificatieronde. In 1955 won hij met een beste poging van 4,25 een zilveren medaille op de Middellandse Zeespelen. Hij eindigde hiermee achter de Italiaan Giulio Chiesa (goud; 4,28 m) en voor de Fransman Victor Sillon (brons; 4,20 m). Hij won met 4,50 m (toentertijd Grieks record) een bronzen medaille bij polsstokhoogspringen bij de Olympische Zomerspelen in 1956 van Melbourne. Vier jaar later nam hij wederom deel aan de Olympische Spelen, maar wist hierbij geen finaleplaats af te dwingen.
Hij hield de atletiek in 1961 voor gezien.
Roubanis overleed op 11 februari 2025 op 95-jarige leeftijd.

## Titels
- Balkan kampioen polsstokhoogspringen - 1954, 1957, 1958, 1959

## Palmares

### Polsstokhoogspringen
- 1954: 6e EK - 4,25 m
- 1955:  Middellandse Zeespelen - 4,25 m
- 1956:  OS - 4,50 m